# Gare de Montpellier-Sud-de-France
Ne doit pas être confondu avec Gare de Montpellier-Saint-Roch.
La gare de Montpellier-Sud-de-France est une gare ferroviaire française, qui se situe sur le contournement de Nîmes et de Montpellier. Cette « gare-pont » surélevée a été budgétisée à 135 millions d'euros et financée par un partenariat public-privé.
Le site se trouve près de la zone d'aménagement concerté (ZAC) Odysseum, ainsi qu'à quelques kilomètres de l'aéroport, au sud-est du centre-ville (quartier de Cambacérès) de la commune de Montpellier, dans le département de l'Hérault, en région Occitanie.
De son projet jusqu'à la fin de sa construction (en 2018), elle fait l'objet d'une polémique et est encore présentée par ses opposants comme un exemple d'éléphant blanc ou de « grand projet inutile,,, ».

## Situation ferroviaire
La gare de Montpellier-Sud-de-France se situe au point kilométrique (PK) 81,678 du contournement ferroviaire de Nîmes et de Montpellier ; elle suit la gare de Nîmes-Pont-du-Gard.

## Histoire

### Étude du besoin
Le projet d'une nouvelle gare TGV dans la ZAC d'Odysseum est réclamée pendant des années par Georges Frêche, alors maire de Montpellier et président du district de Montpellier (aujourd'hui Montpellier Méditerranée Métropole), et par Raymond Dugrand. Le projet d'une gare TGV située près de l'aéroport est cité par L'Expansion du 9 septembre 1999,. La gare existante continue pourtant à être modernisée et à accueillir les TGV.
En 2004, Georges Frêche devient président de la région Languedoc-Roussillon et tente en vain de changer le nom de celle-ci en Septimanie. Après cet échec, il associe le slogan « Sud de France » aux projets de la région Languedoc-Roussillon. La communauté d'agglomération de Montpellier (dont il reste président jusqu'à sa mort en 2010) adopte alors le nom de « gare de Montpellier-Sud-de-France » pour le projet de nouvelle gare TGV.
Le projet de la gare est réactivé par la communauté d'agglomération de Montpellier, à l'occasion de celui de construction de la ligne à grande vitesse qui permettra le contournement de Montpellier et Nîmes. Une nouvelle gare est demandée à l'emplacement Odysseum / La Mogère par la communauté d'agglomération ; la SNCF n'exprime pas d'intérêt, mais RFF réserve cependant l'emprise à titre conservatoire. En 2009, à l'occasion du débat public sur la ligne TGV Montpellier - Perpignan, deux emplacements sont envisagés : d'une part Odysseum, d'autre part Lattes (au point de raccordement avec la ligne existante, pour permettre les correspondances), mais il n'en résulte aucune déclaration d'utilité publique (DUP).
En 2013, une présentation au public (dite « concertation ») du projet de nouvelle gare à Odysseum et de nouveau quartier Oz prévu à proximité est organisée par la communauté d'agglomération et par RFF. L'option d'une localisation à Lattes pour permettre les correspondances ferroviaires a été « présente durant toute la concertation » (selon le rapport de la garante), mais n'est pas mentionnée dans le rapport officiel, qui affirme par contre que des TER desserviront la nouvelle gare TGV et réciproquement (mais sans pouvoir desservir les deux simultanément, avec l'emplacement envisagé à Odysseum).
La même année, la construction de la nouvelle gare devient incertaine à la suite du report sine die (après 2030) de la ligne TGV Montpellier - Perpignan dans le rapport de Philippe Duron remis le 27 juin 2013 au gouvernement. Cependant, les nouvelles contradictoires se succèdent sur ce tronçon stratégique du réseau à grande vitesse (futur unique tronçon manquant entre Paris et Madrid après l'achèvement du contournement de Nîmes et Montpellier, visant à éviter le goulet d'étranglement entre Montpellier et Narbonne).
Les partisans de la construction de la gare mettent en avant une augmentation des fréquences des TER circulant sur la ligne classique entre Montpellier et Nîmes. Une petite partie des TGV desservant Montpellier utiliseront alors cette gare plutôt que celle de Montpellier-Saint-Roch. Les opposants dénoncent un trafic limité à 4 TGV par jour et une « gare fantôme ».
Le site de la gare et du parking a été critiqué comme étant en zone inondable.
Une enquête publique préalable à déclaration de projet par RFF, concernant le projet de nouvelle gare TGV sur l'emplacement d'Odysseum, a été réalisée entre fin septembre et fin octobre 2014.

### Délégation du partenariat public-privé
Le 23 juillet 2014, le consortium mené par Icade est choisi pour construire le bâtiment voyageurs de la nouvelle gare TGV de Montpellier ; le projet doit être réalisé par les architectes Marc Mimram et Emmanuel Nebout. La signature du contrat de partenariat public-privé engage pour une durée de 15 ans.
À la signature, il apparaît que le capital de la « SAS La Mogère » est détenu à 50 % plus une voix par DIF Infra 3 PPP 2 Luxembourg S.à r.l, un fonds d’investissement, basé à Luxembourg, géré par Dutch Infrastructure Fund (DIF).
Ce partenariat public-privé (PPP) avec DIF Infra 3 PPP 2 Luxembourg a été dénoncé par des usagers pour plusieurs raisons, :
- la société est basée au Luxembourg et a toutes les caractéristiques d'une société écran[22] ;
- la société ne faisait pas partie des 4 sociétés (parmi les 7 candidates) à être retenue par la SNCF pour le deuxième tour de l'appel à projet[23], il est donc étonnant qu'elle possède finalement la majorité du capital[24] ;
- le signataire pour le compte de DIF, M. Thomas Vieillescazes, a travaillé de 2001 à 2007 au Ministère des Transports et de l'Équipement pour le Gouvernement français, et était responsable du budget et du financement du secteur ferroviaire public français et de développement et du financement d’importants projets français d’infrastructure ferroviaire. Il a ensuite été recruté par DIF en 2007. Son implication a été critiquée comme un conflit d'intérêts[22] car, dès mars 2007, M. Vieillescazes présentait, pour le compte de DIF, un rapport sur « L'expérience française des PPP dans le secteur du rail », où il indiquait déjà (diapositive no 25) que le contournement Nîmes-Montpellier serait financé par un PPP[25].

### Désengagement de la région Occitanie

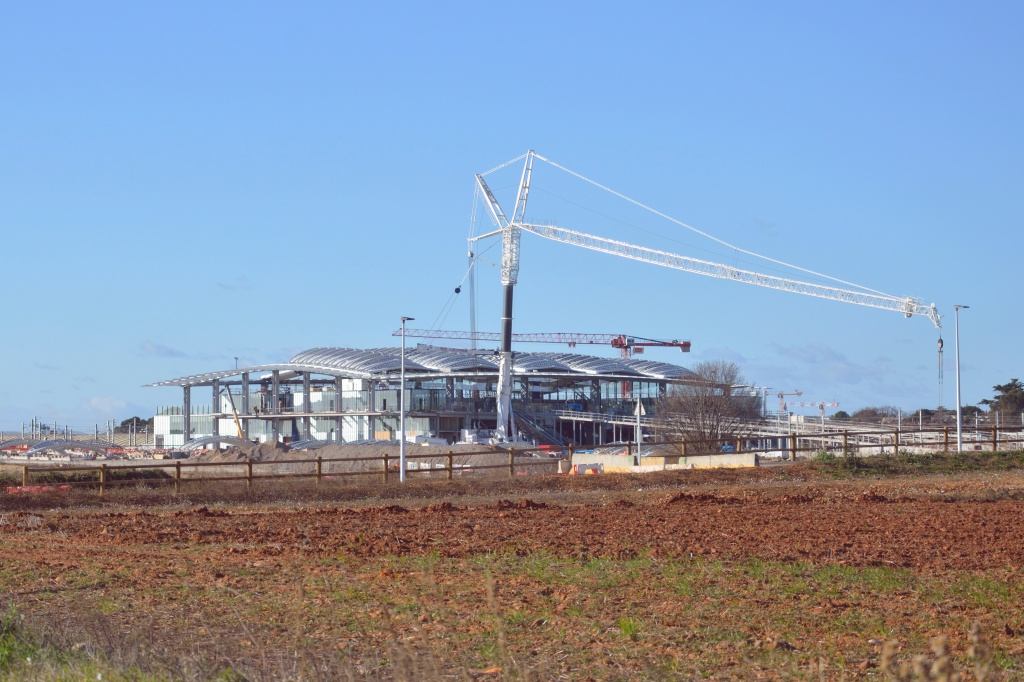
Aperçu du chantier, en décembre 2016 : la grue spéciale utilisée pour poser les éléments de la toiture.

À la suite des élections régionales de 2015, la nouvelle majorité décide de suspendre provisoirement le financement de ce projet, en attendant son réexamen. Les travaux se poursuivent dans le même temps, avec la livraison de la dalle-pont en avril 2016, puis de la pose de la toiture (constituée de 115 « palmes » en béton fibré à ultra-hautes performances, ayant chacune une masse variant de 20 à 23 tonnes) en décembre de la même année. En octobre 2016, tandis que la structure du bâtiment voyageurs est presque achevée, la région Occitanie se désengage du projet qui, avec une desserte quotidienne prévisionnelle de quatre trains de voyageurs — soit beaucoup moins que prévu par RFF en octobre 2012 — lors de sa mise en service au printemps 2018 (en attendant l'ouverture de sa voisine de Nîmes-Pont-du-Gard en décembre 2019, ce qui fait alors augmenter à 23 le nombre de trains s'y arrêtant), n'aurait pas d'intérêt.
Ainsi, la ligne est, dans un premier temps, essentiellement utile pour le fret en transit,. Le plan de voies de la gare a pour vocation initiale de réguler ce trafic de fret (par l'emploi de son faisceau et de ses 26 appareils de voie), en attendant sa première desserte par un train de voyageurs ; elle permettrait également d'accompagner le projet d'urbanisation de ses abords (en l'occurrence le développement du nouveau quartier Cambacérès).
Enfin, malgré les recours, finalement tous rejetés en mai 2017 par le tribunal administratif de Montpellier, le bâtiment voyageurs est livré en août 2017 ; il mesure entre 10 et 15 mètres de haut, et dispose d'un hall de 3 500 m2, de 650 m2 pour des commerces, 900 m2 pour les services aux voyageurs et 800 m2 de locaux techniques.
La desserte voyageurs commence le 7 juillet 2018.
Selon les estimations de la SNCF, la fréquentation annuelle de cette gare s'élève à 908 651 voyageurs en 2019 (première année complète d'exploitation).
Toujours en 2019, à l'occasion de la 5e édition du Prix Versailles, la gare est lauréate de la « Mention Intérieur », dans la « catégorie gares et stations ».
Lors d'inondations en septembre 2021, endommageant la ligne historique, les TGV et Intercités qui desservent habituellement la gare de Montpellier-Saint-Roch sont exceptionnellement transférés à la gare nouvelle. Il y va de même pour des TER, ces derniers effectuant alors la navette entre les deux gares montpelliéraines via Sète.

## Fréquentation
De 2018 à 2024, selon les estimations de la SNCF, la fréquentation annuelle de la gare s'élève aux nombres indiqués dans le tableau ci-dessous.
| Année                     | 2018    | 2019      | 2020      | 2021      | 2022      | 2023      | 2024      |
| ------------------------- | ------- | --------- | --------- | --------- | --------- | --------- | --------- |
| Voyageurs seuls           | 410 346 | 908 651   | 1 013 031 | 1 297 998 | 1 660 814 | 1 918 295 | 2 514 013 |
| Voyageurs + non voyageurs | 519 425 | 1 150 191 | 1 282 317 | 1 643 035 | 2 102 296 | 2 428 221 | 3 182 294 |

## Service des voyageurs

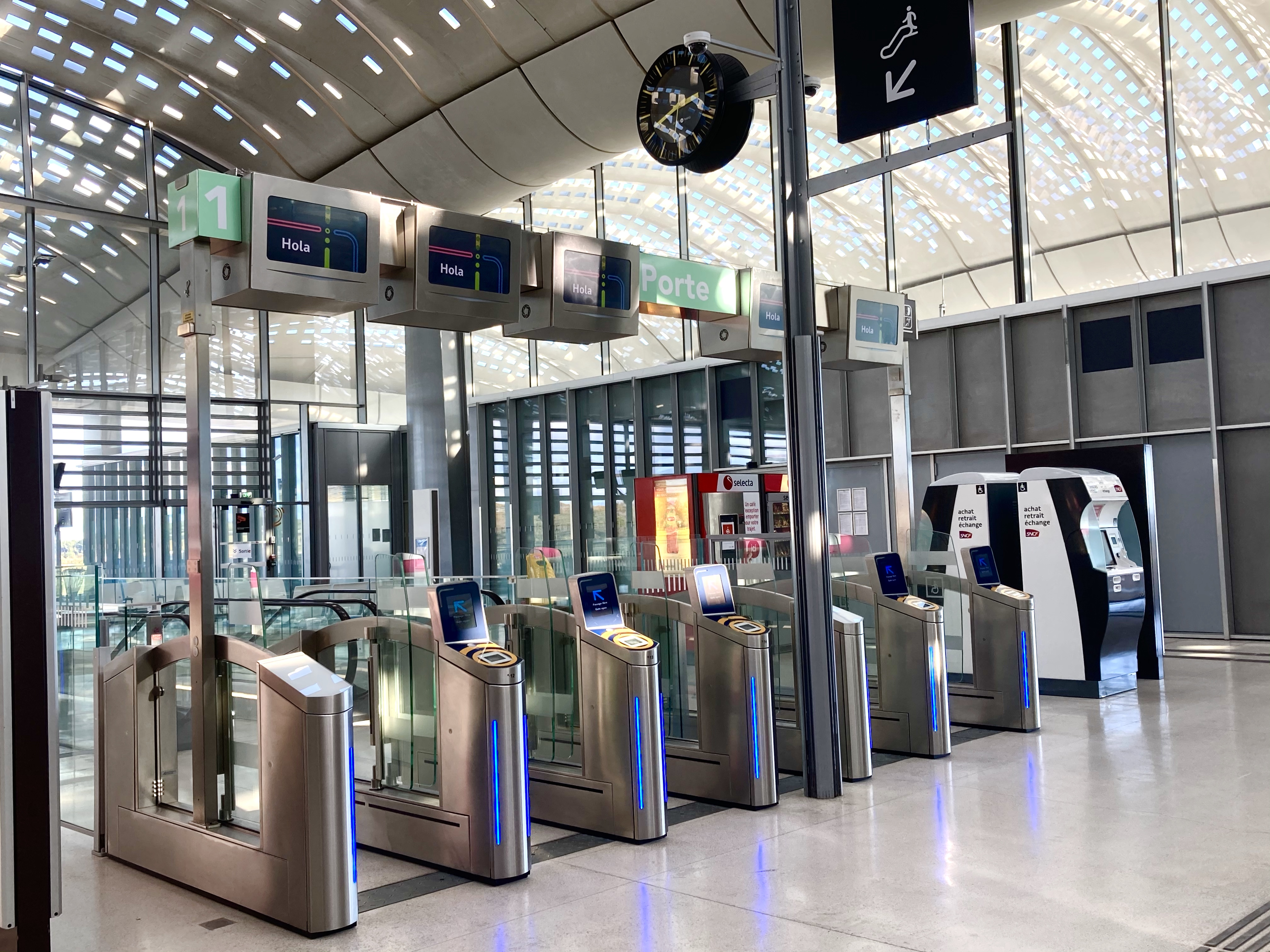
Portiques d'embarquement.

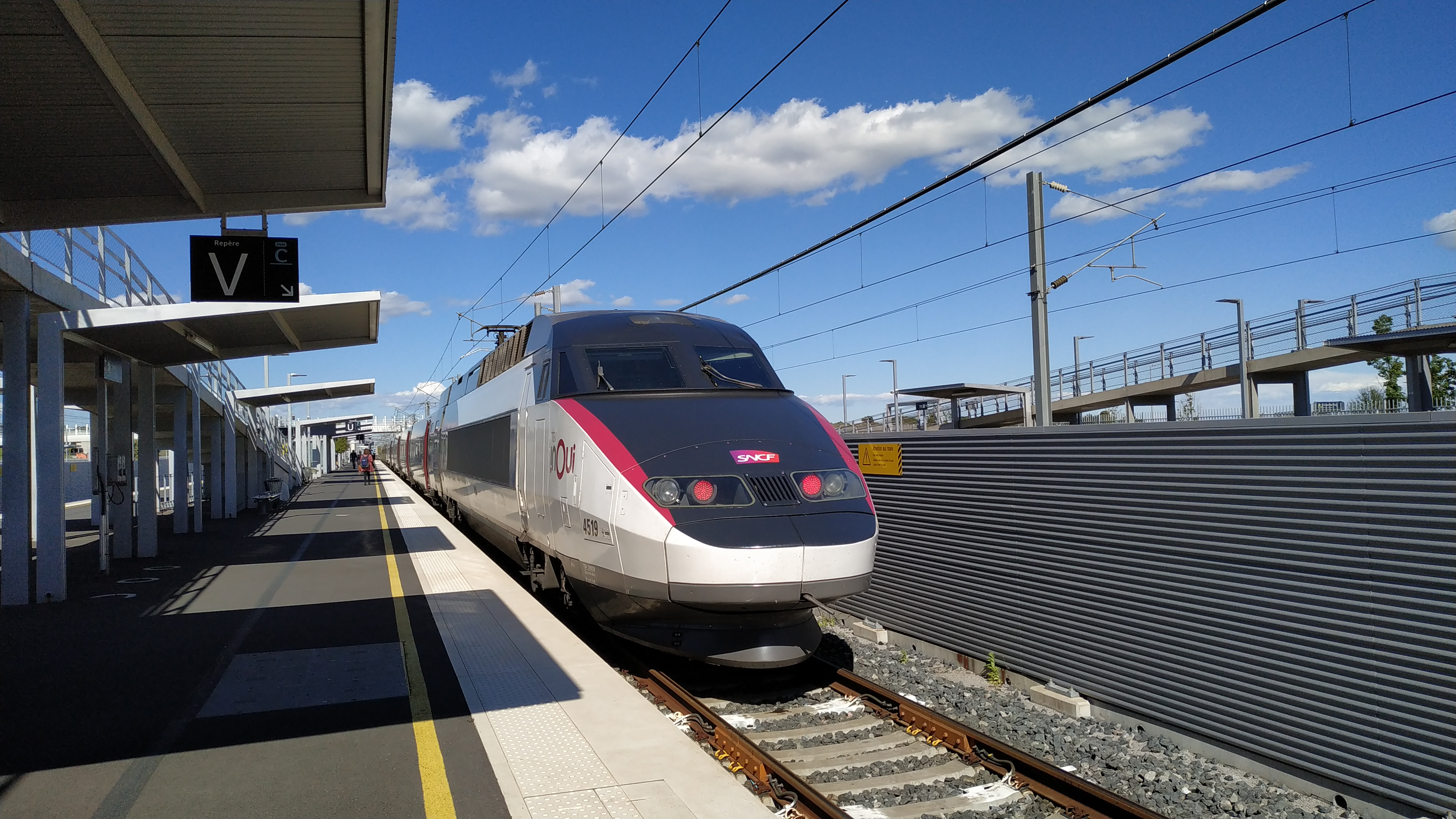
Un TGV inOui, stationnant à quai.

### Accueil
La gare comprend six voies (quatre à quai, et deux de passage — « rapides » — pour les trains ne s'arrêtant pas), mais pourrait ensuite être agrandie à huit voies, l'emplacement des deux voies supplémentaires étant prévu dès la construction,.
La gare dispose de divers services destinés aux voyageurs, notamment une salle d'attente, un espace enfants, un piano, des bornes en libre-service, des toilettes gratuites et plusieurs défibrillateurs.

### Desserte
La desserte de la gare est effectuée par les trains suivants (qui s'arrêtent également à Nîmes-Pont-du-Gard) :
- des TGV inOui, depuis ou vers Paris, Barcelone, Lille, Lyon, Toulouse, etc. ;
- des Ouigo, depuis ou vers Paris, mais aussi quelques autres villes.

### Intermodalité
Les lignes 606 et 620 — « Navette Aéroport » — du réseau d'autocars liO disposent d'un arrêt près de la gare,. En outre, le réseau de bus de l'agglomération montpelliéraine fait circuler une navette, en correspondance avec la ligne 1 du tramway à la station Place de France.
La ligne 1 du tramway va être  prolongée le 18 octobre 2025. La construction d'un parking de 3 000 places, avec des accès pour les piétons, cyclistes et taxis, est également prévue.